# Cecilia Arizti
Cecilia Arizti (L'Havana, 28 d'octubre de 1856 - 1930) va ser una compositora, pianista i pedagoga cubana.

## Biografia
Cecilia Aritzi Sobrino va néixer el 28 d'octubre de 1856 a la ciutat de l'Havana, Cuba. Va viure la seva infantesa en un ambient familiar en què la música estava present, ja que el seu pare, Fernando Aritzi (L'Havana, 1828) era pianista i pedagog cubà. Sa mare era Tersea Sobrino i tenia dues germanes: María Teresa i Felicia. Està entre les figures femenines de principis del segle xix més importants de la interpretació musical.
Des de petita va demostrar grans aptituds musicals; a l'edat de vuit anys ja havia compost un Ave Maria i una mazurka. Va rebre educació del seu pare, Fernando Arizti i també amb Nicolás Ruiz Espadero (aquest li va ensenyar tècniques de composició). També va ser deixebla del pianista i compositor cubà Nicolàs Ruiz Espadero (1832-1890), que li va ensenyar les obres clàssiques i romàntiques d'autors com Mozart, Listz i Beethoven. A casa seva del barri del Cerro, a l'Havana, se solien fer vetllades artístiques on es relacionaven amb figures musicals i intel·lectuals cubanes. En els seus estudis de piano es va familiaritzar amb tots els estils i formes musicals europees del seu temps, portades a Cuba pel pianista francès Edelmann. També té influències de compositors com Chopin i Schumann.
Va fer concerts a Cuba i als Estats Units, el 1896 residí a Nova York, es va presentar en el Carnegie Hall i el Chickering Hall. Va ser professora del Conservatori Peyrellade. Va escriure un manual de tècnica pianística. Totes les seves obres són per a piano i d'estil romàntic, i destaca Impromptu en fa menor, el Vals lent, la Romanza, el Nocturn i el Capritx.

## Obres
| Període | Títol                               |
| ------- | ----------------------------------- |
| 1887    | Barcarola, op. 6                    |
| 1887    | Mazurca, op. 7                      |
| 1887    | Scherzo, op.10                      |
| 1887    | Vals Lento                          |
| 1888    | Danza, impromptu,op.12              |
| 1888    | Nocturno,op.13                      |
| 1888    | Reverie,op.16                       |
| 1888    | Romanza,op.15                       |
| 1893    | Trío de piano, violín y violoncello |
|         | Balada,op.14                        |
|         | Vals brillante,op.18                |
|         | Balada fúnebre                      |
|         | Berceuse                            |
|         | Campesina                           |
|         | Capricho                            |
|         | Danza fantástica                    |
|         | Improvisación                       |
|         | Mazurca                             |
|         | Segundo scherzo                     |
|         | Tercerscherzo                       |
|         | Veintidós ejercicios diarios        |